# Салуметс, Яак
Яак Салуметс (род. 30 января 1949, Пайде, Эстонская ССР, СССР) — советский эстонский баскетболист, тренер. Рост — 196 см.

## Биография
Выступал за «Калев» (Таллин) (1968-79). Выступал за сборную СССР, бронзовый призёр ЧЕ-1973.
Карьера в сборной могла быть более продолжительной, если бы Салуметс сумел наладить отношения с Александром Гомельским. Последний звал Салуметса во взрослую сборную после победного юниорского ЧЕ-68. Однако 19-летнего баскетболиста в Таллине отговорили ехать, сказав, что надо ещё учиться.
Не сложились отношения и Владимиром Кондрашиным. Он должен был брать на ОИ-72 Салуметса, но в последний момент на его место был взят Вольнов. Не взяли Салуметса и на ЧМ-74, однако в этом он был виноват сам: после окончания турнира в Югославии нарушил режим и вступил в словесную перепалку с Кондрашиным.
По окончании карьеры — тренер. Сначала тренировал женские команды. Привел «Калев» к победе в чемпионате СССР 1991. Со сборной Эстонии в 1993 занял самое высокое место в постсоветской истории сборной на ЧЕ — 6-е место. В сборной Эстонии работал до 1997 года.
В 1991—1993 работал в Финляндии с клубом NMKY Lahti. В сезоне 1993/94 — главный тренер каунасского «Жальгириса».
В 1994—1997 — главный тренер таллинского «Калева».

## Достижения (как тренера)
- Чемпион СССР 1991
- Чемпион Литвы 1993/94
- Чемпион Эстонии 1994/95, 1995/96